# Гарвінтон (Коннектикут)
Гарвінтон (англ. Harwinton) — місто (англ. town) в США, в окрузі Лічфілд штату Коннектикут. Населення — 5484 особи (2020).

## Демографія
Згідно з переписом 2010 року, у місті мешкали 5642 особи в 2170 домогосподарствах у складі 1689 родин. Було 2282 помешкання
Расовий склад населення:
| - 97,7 % — білих - 0,9 % — азіатів - 0,2 % — чорних або афроамериканців - 0,1 % — вихідців з тихоокеанських островів - 0,1 % — корінних американців |

До двох чи більше рас належало 0,8 %. Частка іспаномовних становила 1,4 % від усіх жителів.
За віковим діапазоном населення розподілялося таким чином: 22,8 % — особи молодші 18 років, 61,1 % — особи у віці 18—64 років, 16,1 % — особи у віці 65 років та старші. Медіана віку мешканця становила 45,7 року. На 100 осіб жіночої статі у місті припадало 101,9 чоловіків;  на 100 жінок у віці від 18 років та старших — 99,3 чоловіків також старших 18 років.
Середній дохід на одне домашнє господарство  становив 123 689 доларів США (медіана — 104 205), а середній дохід на одну сім'ю — 131 245 доларів (медіана — 113 576). Медіана доходів становила 74 955 доларів для чоловіків та 49 397 доларів для жінок. За межею бідності перебувало 4,7 % осіб, у тому числі 9,8 % дітей у віці до 18 років та 3,9 % осіб у віці 65 років та старших.
Цивільне працевлаштоване населення становило 3017 осіб. Основні галузі зайнятості: освіта, охорона здоров'я та соціальна допомога — 22,9 %, виробництво — 12,7 %, роздрібна торгівля — 12,1 %.